# جیمز کلگ (شناگر)
جیمز کلگ (به انگلیسی: James Clegg) (زادهٔ ۵ ژانویهٔ ۱۹۹۴) شناگر اهل بریتانیا است.